# Caproni Ca.164
Caproni Ca.164 byl cvičný letoun vzniklý v Itálii krátce před druhou světovou válkou. Jednalo se o převážně konvenční dvouplošník zamýšlený jako nástupce typu Ca.100, jehož koncepci obráceného jedenapůlplošníku (s horním křídlem o značně menším rozpětí než spodní) sdílel.

## Vývoj
Prototyp, poháněný motorem Walter Minor 4, a společností Caproni Taliedo označený Ca.163, poprvé vzlétl 17. listopadu 1938.  
Stroj měl smíšenou konstrukci, s trupem z ocelových trubek a křídly ze dřeva, potaženou plátnem. Jeho zkoušky odhalily některé nedostatečné letové charakteristiky, které typ činily zcela nevhodným pro plánovanou roli cvičného letounu. Regia Aeronautica přesto získala 280 kusů, které nasadila jako spojovací u bombardovacích útvarů. Během operací italských ozbrojených sil na chorvatském území byly některé také nouzově použity jako taktické průzkumné. Sto kusů objednalo i Francouzské letectvo, ale objednávka byla realizována jen zčásti, vzhledem ke vstupu Itálie do války.

## Zachované kusy
Ani jeden sériový Ca.164 se nedochoval do dnešních dnů, ale prototyp Ca.163 je vystaven v Muzeu Gianni Caproniho na letišti v italském Trentu. Původně jako soukromý projekt nenesl nejspíše žádné registrační označení, ale později mu byla přidělena imatrikulace I-WEST.

## Uživatelé
- Francie
  - Armée de l'air
- Italské království
  - Regia Aeronautica
  - Aviazione Cobelligerante
- Itálie
  - Aeronautica Militare

## Specifikace

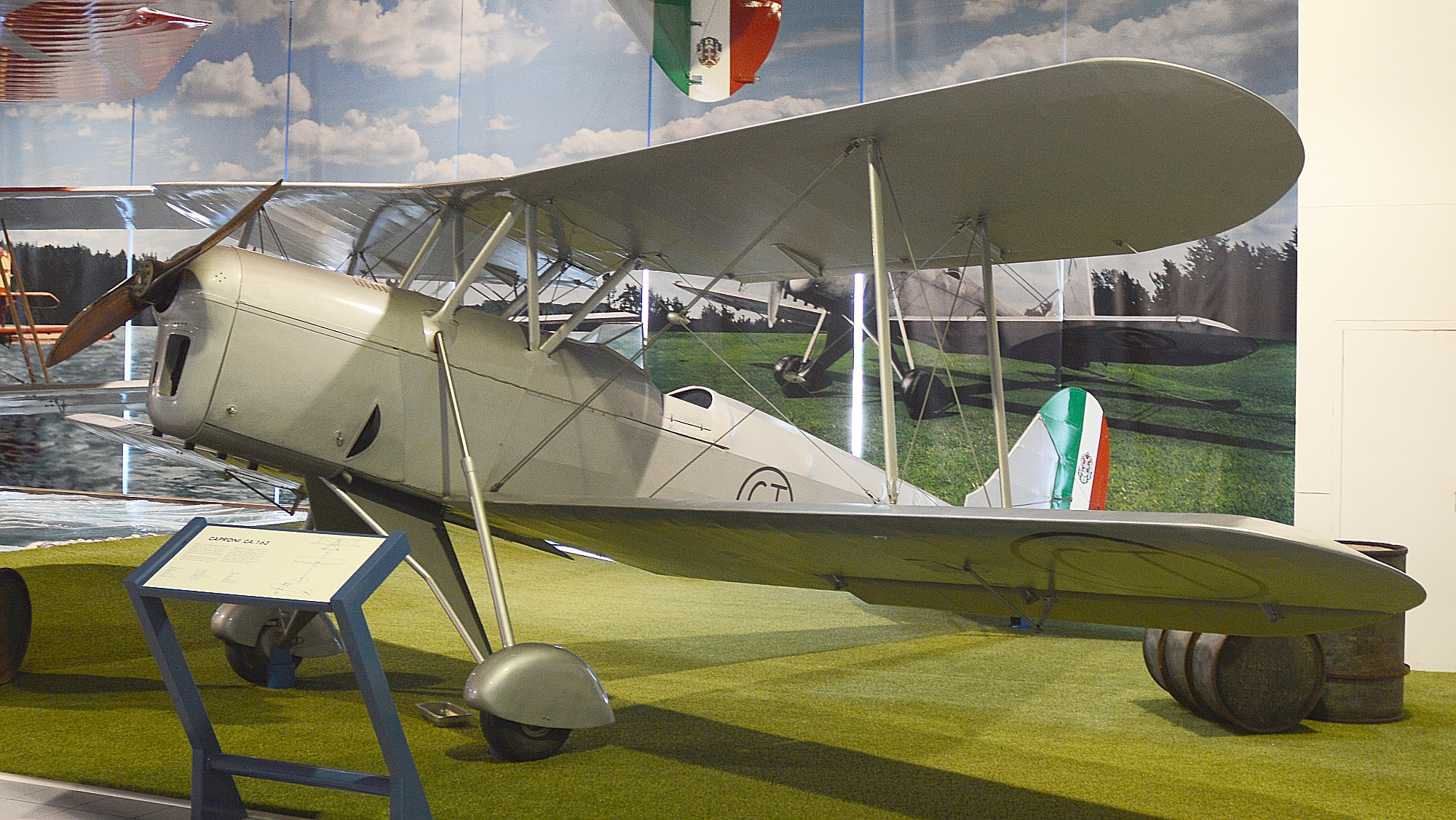
Prototyp Ca.163 vystavený na letišti Trento.

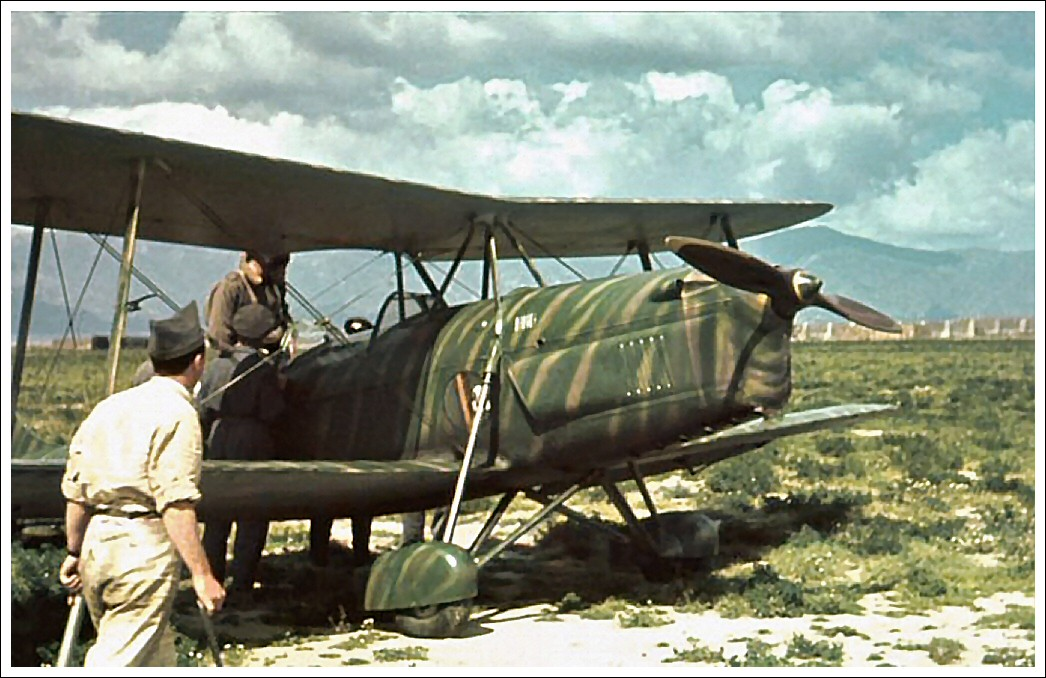
Caproni Ca.164

### Technické údaje
- Posádka: 2
- Délka: 7,74 m
- Rozpětí: 9,75 m
- Výška: 3,00 m
- Nosná plocha: 22,4 m²
- Prázdná hmotnost: 850 kg
- Vzletová hmotnost: 1 175 kg
- Pohonná jednotka: 1 × vzduchem chlazený invertní šestiválec Alfa Romeo 115
- Výkon pohonné jednotky: 138 kW

### Výkony
- Maximální rychlost: 230 km/h
- Dolet: 530 km
- Dostup: 4 200 kg
- Stoupavost: 3,6 m/s